# كاني بلافي
كاني بلافي أو كاني بلاف (بالكردية: کانی به‌لاڤ)‏، (بالسريانية: ܟܢܝ ܒܠܦ̮)‏، هي قرية في قضاء العمادية في محافظة دهوك شمال العراق.
تقع في منطقة سهل برواري.
توجد في القرية كنيسة مارت مريم.
في عام 2021، يسكن القرية 29 مواطنا ذوو أصول آشورية.